# Olivier Jansen
Olivier Thomas Erasmus Felix Jansen (Hilversum, 30 mei 1959 – Amsterdam, 5 maart 2025) was een Nederlands televisieproducent en videograaf.
Hij was de zoon van therapeut Caecilia Maria Theresia Verkleij en cabaretier Fons Jansen. 
Jansen studeerde in 1986 met Overwegend zonnig af aan de Nederlandse Film- en Televisie Academie te Amsterdam. Het handelde over de verkiezingen van 1986; hij filmde straatgesprekken tussen politici en voorbijgangers in de stijl van Bert Haanstra. 
Olievier was een nachtdier dan wel nachtvlinder. Volgens kennissen bij zijn overlijden was hij zelden voor 17.00 uur te zien, wel erna. Hij hield van frequent bezoek aan cafés en andere horeca-aangelegenheden, waarbij ook stevig gerookt werd. In de jaren tachtig was Jansen in te schakelen voor allerlei aangelegenheden. Zo legde hij het Festival of Fools vast, liep op Oerol, Ruigoord, De staat van de straat, Songfestival voor ouderen, Burning Man en de verbranding van de Babeltoren (1999/2000). Als leider van het productiebedrijf TV Amsterdam brak hij door met de komst van de commerciële zenders. Hij was de man achter programma’s als De nachtrijder, De heetste plekjes, Partycrash, Door 't lint en Hot Weekend (met Ilse van der Poel). Vooral De nachtrijder met Irene van der Laar was in de jaren negentig een spraakmakend programma, daarna ebde het succes langzaam weg. Minder bekend werd hij door RUR (regie) en Een prettig gesprek (regie, camera, montage) van Theo van Gogh. Programma’s werden uitgezonden door stadszenders AT5 (TKA) en SALTO (Gay Dating Show en vanaf 2017 Amsterdamse Inlichtingen Dienst).  
Olivier Jansen stond model voor het schoolkind dat commentaar heeft op de school in zijn vaders programma De schooljongens 2.
Rond 2015 werd hij getroffen door een bloedvergiftiging, hij lag weken in het ziekenhuis.
Hij overleed om circa 3:00 in de nacht van dinsdag 4 op woensdag 5 maart 2025, op weg naar huis vanuit het café werd hij getroffen door een hartinfarct. Hij werd in stilte begraven op Begraafplaats Sint Barbara. Volgens familie en kennissen heeft zijn archief het formaat van de nalatenschap van fotograaf Ed van der Elsken. 